# Communauté rurale de Saly Escale
La commune de Saly Escale est une commune du Sénégal située à l'ouest du pays dans l'arrondissement de IDA MOURIDE dans le département de Koungheul. Son maire actuel s'appelle MAKHADY MBAYE. La commune de Saly est par ailleurs l'une des plus grandes du département de Koungheul.
Elle fait partie de l'arrondissement de Ida Mouride, du département de Koungheul et de la région de Kaffrine.
Le premier président de la communauté rurale de Saly Escale s’appelle El Hadji Ibra LOM.(Ajouté par Saliou LOM)
Elle compte plusieurs écoles primaires et un seul collège

## J atteste que le premier president de la communaute rurale de saly escale n est pas El ibra lom mais plutot Abdou MarameTop de keur Mandoumbe apres l annee 1972  Il fut remplace par Mor Baba Mbaye apres deux mendats c est ainsi que commenca le  tour de El Ibra Lom qui a son tour fut remplace par Amath Diop.Ce dernier fut remplace par Makhary Mbaye dernier president de la ditte communaute rurale et premier maire en 2014.Voila le parcours historique des sccesseurs de cette collectivite licale.Lamine sall ucad dprtm histoireNotes et références
1. ↑  Décret no 2007-402 du 16 mars 2007 modifiant et complétant le décret no 2006-1099 du 12 octobre 2006, publié au Journal officiel de la République du Sénégal, no 6357 du samedi 21 juillet 2007

: Loi no 2013-10 du 28 dec 2013 portant CODE GENERAL DES COLLECTIVITES LOCALES
El Hadji Ibra Lome Université Gaston Berger du Sénégal dans le département de Sociologie